# Capitole de l'État du Dakota du Nord
Le Capitole de l'État du Dakota du Nord, construit entre 1931 et 1934 par les architectes Joseph Bell DeRemer (en) et W. F. Kurke, se trouve à Bismarck, capitale de l'État. 
Le bâtiment de 21 étages culmine à 74 mètres ; il est le plus haut bâtiment dans le Dakota du Nord. La tour abrite le bureau du gouverneur et les bureaux de plusieurs agences et départements d’État. À la base de la tour, dans l’aile ouest, les deux chambres de l’Assemblée législative se réunissent lorsqu’elles sont en session pendant que la Cour suprême du Dakota du Nord se réunit dans l’aile est.
Un précédent capitole construit entre 1883 et 1884 pour abriter le gouvernement territorial, a été détruit par un incendie 28 décembre 1930.

## Source
- (en) Cet article est partiellement ou en totalité issu de l’article de Wikipédia en anglais intitulé « North Dakota State Capitol » (voir la liste des auteurs).